# Neotettix nullisinus
Neotettix nullisinus är en insektsart som först beskrevs av Hancock, J.L. 1919.  Neotettix nullisinus ingår i släktet Neotettix och familjen torngräshoppor. Inga underarter finns listade i Catalogue of Life.